# Lindava
Lindava (německy Lindenau) je vesnice, část města Cvikov v okrese Česká Lípa. Nachází se asi čtyři kilometry jižně od Cvikova, v údolí vytvořené říčkou Svitavkou. Lindava je také název katastrálního území o rozloze 13,89 km².

## Historie
První písemná zmínka o vesnici pochází z roku 1391.

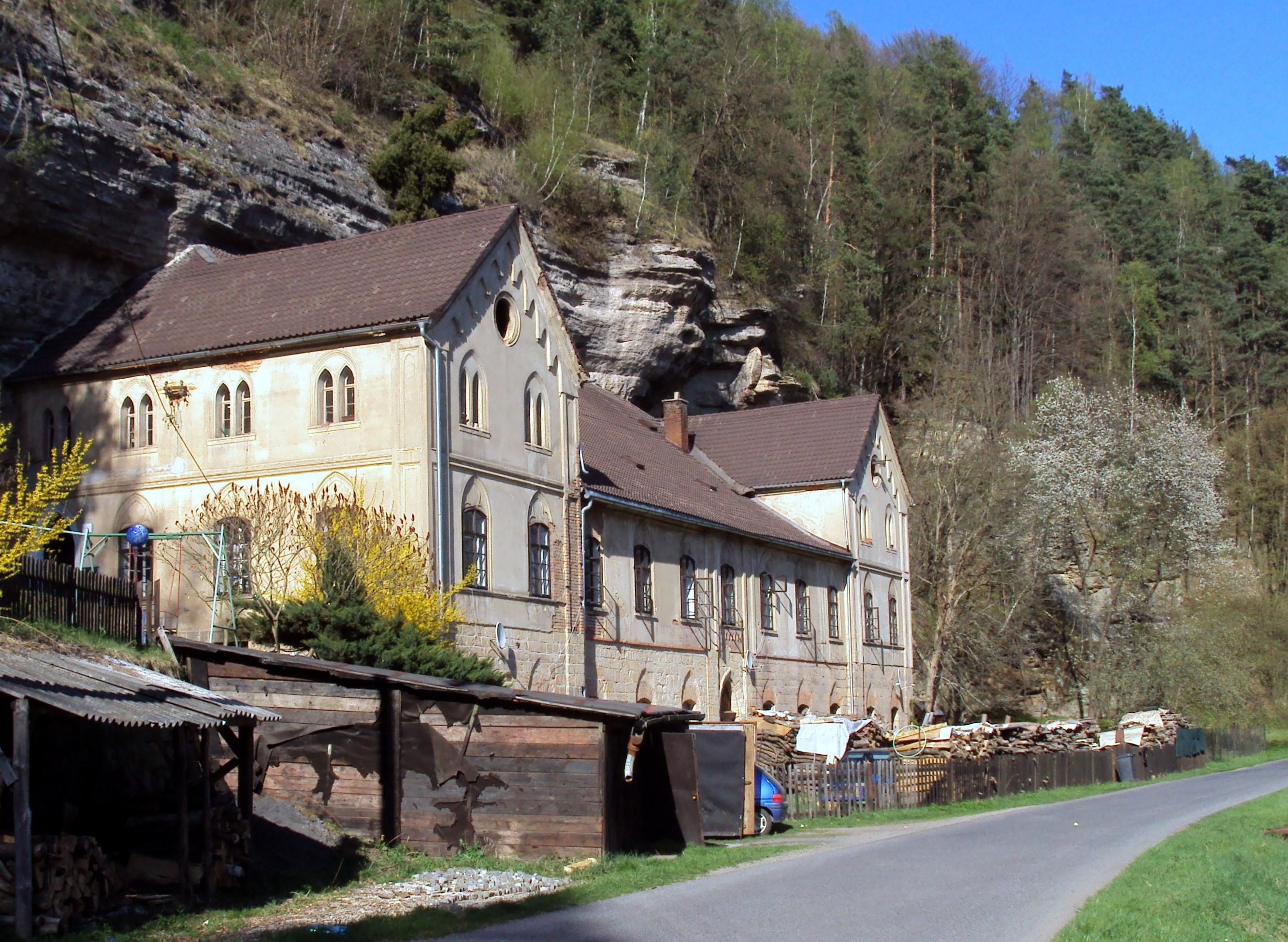
Zrcadlárna Rabštejn

V Lindavě roku 1756 a v nedalekých Velenicích o čtyři roky později hrabě Josef Jan Maxmilián Kinský ze Sloupu v Čechách nechal postavit dvě své zrcadlárny. Svými zrcadly dokázal zásobovat velkou část celé Evropy. V 18. století patřila Lindava mezi dobře se rozvíjející obce.
V roce 1849 začal provoz v nové barvírně příze a bělírně podnikatele Johanna Grohmanna. Dokázal se prosadit na trzích svými novými barvami příze.
Ve 20. století byla obec kvůli hospodářské krizi a následným režimům v útlumu a k oživení došlo až po roce 1992. Tehdy skupina sklářů získala objekt staré německé textilky a založila sklárnu Ajeto. Časem zde vzniklo i muzeum a prostor, kde si mohli návštěvníci vyzkoušet vyfouknout vlastní skleněný výrobek. V areálu je i stylová sklářská krčma.
V obci byla roku 2013 postavena vodárenská věž.

## Přírodní poměry
V Lindavě je soutok Boberského potoka s říčkou Svitavkou. Odtud je Svitavka někdy splavná a zde má také na mostě svůj vodočet. Splavná je při výšce hladiny třicet centimetrů. Svitavka má odtud až do Zákup obtížnost WW-1 a spád tři promile. V Lindavě na Svitavce jsou zbytky jezu. Při občasných záplavách docházelo k znehodnocování pitné vody ve studních. Proto se rozhodla cvikovská radnice v obci vybudovat veřejný vodovod.
Na katastru Lindavy jsou dva kopce, 554 metrů vysoký vrch Ortel a menší Věneček (368 m).

## Obyvatelstvo
| Rok            | 1869  | 1880  | 1890  | 1900  | 1910  | 1921  | 1930  | 1950 | 1961 | 1970 | 1980 | 1991 | 2001 | 2011 | 2021 |
| -------------- | ----- | ----- | ----- | ----- | ----- | ----- | ----- | ---- | ---- | ---- | ---- | ---- | ---- | ---- | ---- |
| Počet obyvatel | 1 863 | 1 725 | 1 619 | 1 524 | 1 347 | 1 238 | 1 319 | 583  | 520  | 509  | 455  | 323  | 363  | 383  | 386  |
| Počet domů     | 303   | 311   | 304   | 317   | 307   | 305   | 303   | 180  | 139  | 115  | 98   | 126  | 142  | 160  | 160  |

## Zrušená trať
V Lindavě v letech 1905–1973 fungovala zastávka a nákladiště železniční trati Svor – Jablonné v Podještědí. Poté byla trať zrušena, avšak zchátralá budova zastávky a skladiště dodnes stojí na severním okraji vesnice.

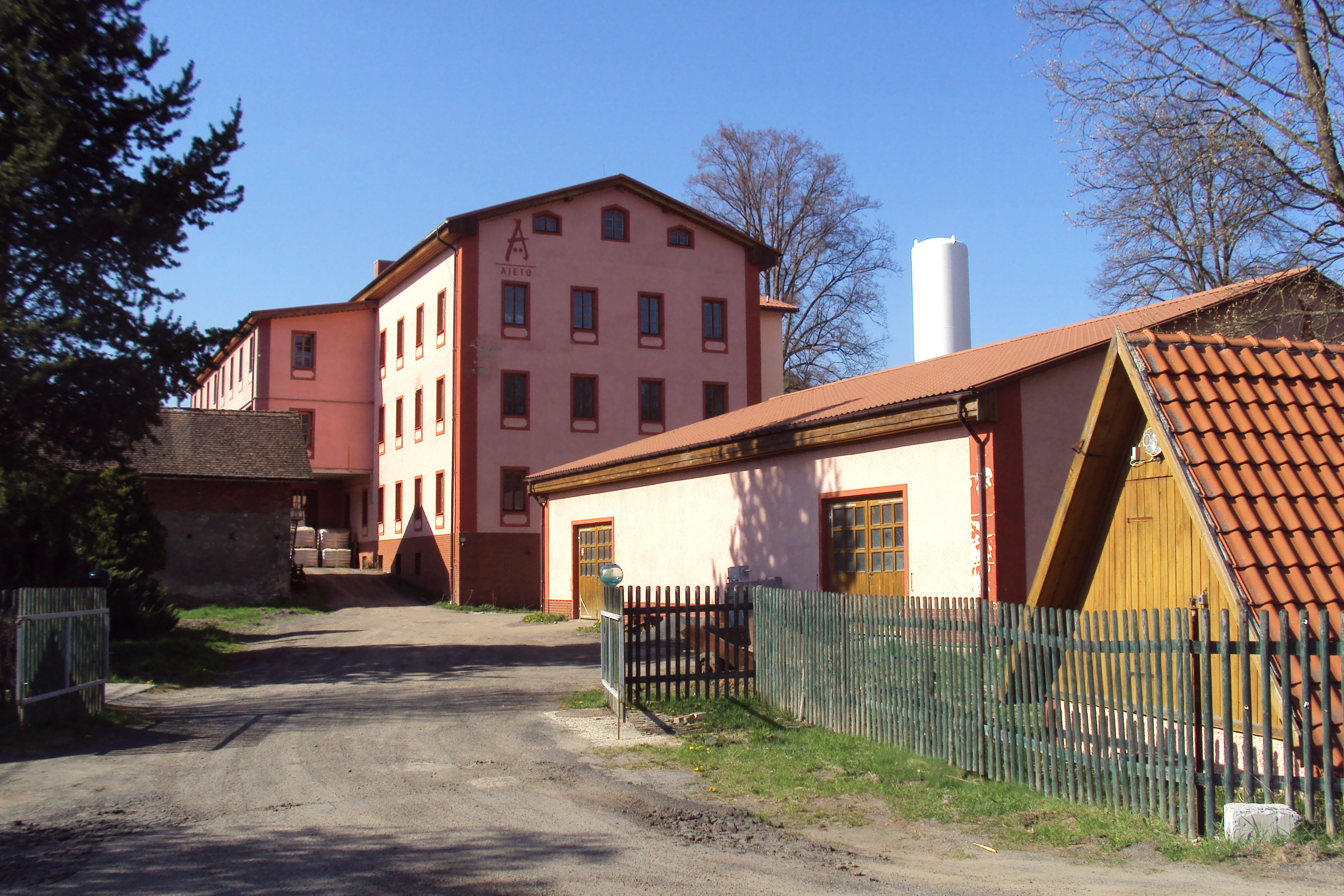
Sklárna AJETO v Lindavě

## Sport
Fotbalový tým mužů zakončil sezonu 2010/2011 v III. třídě okresu Česká Lípa na 9. místě čtrnáctičlenné tabulky.  V sezóně 2017/2018 se tým dočkal postupu do II. třídy okresu Česká Lípa poté co se mužstvo umístilo na druhé příčce tabulky. Po pěti letech působení v okresním přeboru se místnímu mužstvu povedlo znovu umístit na druhém místě, které podle všeho bude taktéž postupové, tentokrát do krajské soutěže I. B třídy.

## Pamětihodnosti

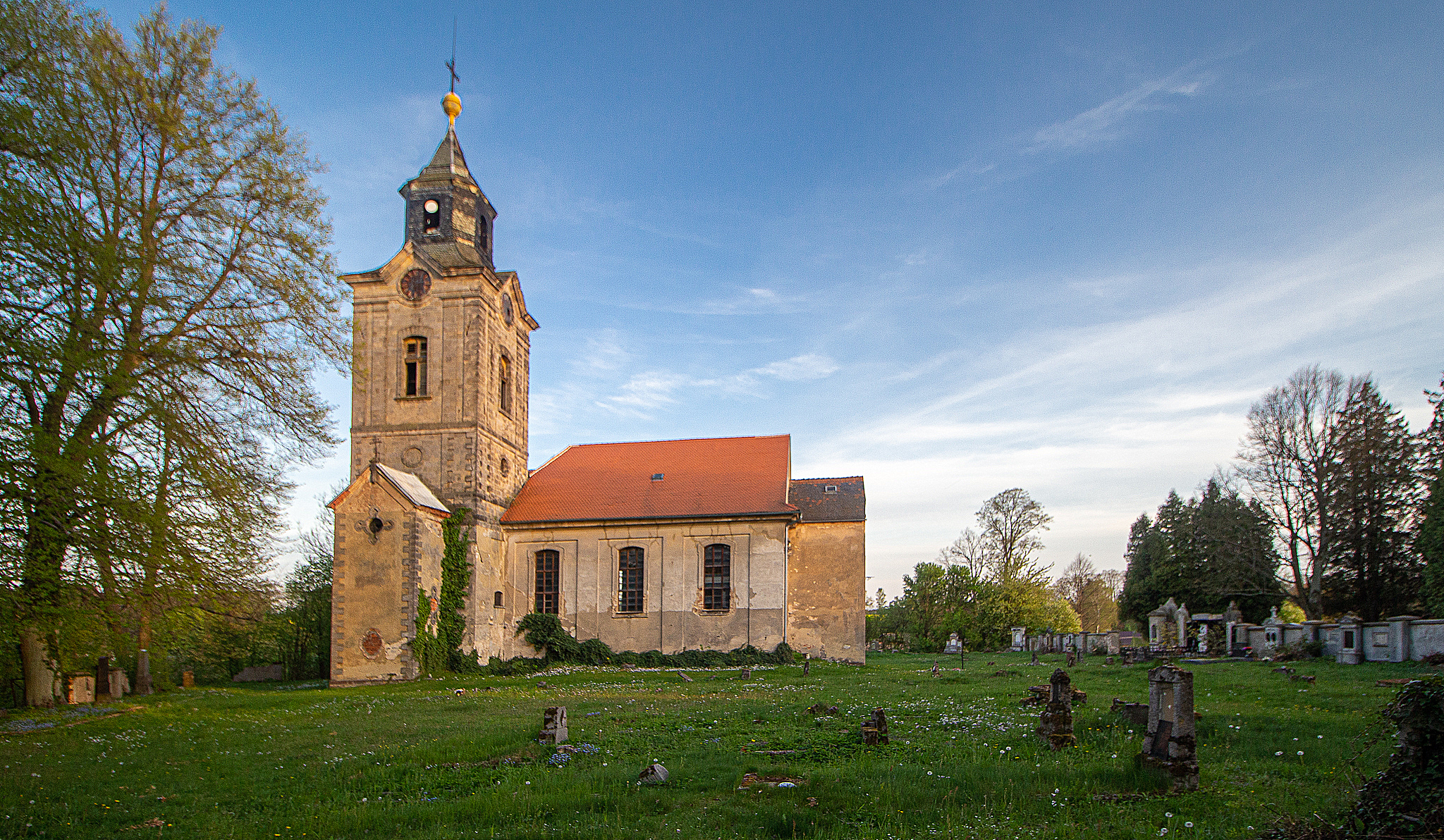
Lindavský kostel svatých Petra a Pavla na hřbitově

- pomník postavený Friedrichu Ludwigu Jahnovi[14]
- barokní kostel svatého Petra a Pavla
- bývalá brusírna zrcadel, kulturní a technická památka
- domy čp. 5, 183, 203, 224, 229
- usedlost čp. 8
- škola čp. 210
- socha svatého Jana Nepomuckého
- smírčí kříž

## Osobnosti
Za nejvýznačnějšího rodáka z Lindavy je označován filozof Anton Günther (1783–1863).